# Стерлинг (Канзас)
Стерлинг (енгл. Sterling) град је у америчкој савезној држави Канзас.

## Демографија
По попису из 2010. године број становника је 2.328, што је 314 (-11,9%) становника мање него 2000. године.
| Група             | 2000.         | 2010.         |
| Белци             | 2.496 (94,5%) | 2.105 (90,4%) |
| Афроамериканци    | 40 (1,5%)     | 55 (2,4%)     |
| Азијати           | 18 (0,7%)     | 14 (0,6%)     |
| Хиспаноамериканци | 46 (1,7%)     | 100 (4,3%)    |
| Укупно            | 2.642         | 2.328         |